# 漫画书收藏
漫画书收藏是一種业余爱好，漫畫雜誌愛好者會將漫画书及相关物品视为收藏品或艺术品，所以他們會特意去通過各種方式獲取漫畫書並予以保存。漫画迷们還會组织漫畫節，展示自己收藏的漫畫。虽然有些人純粹是因为自己對漫画有兴趣而且收藏漫画书，但也有人是為了謀利而去收藏，之後再以昂貴的價格賣出去。